# Věci veřejné
Věci veřejné (abgekürzt VV, deutsch etwa öffentliche Angelegenheiten) war eine politische Partei in der Tschechischen Republik.

## Geschichte
Die Partei trat programmatisch für die Stärkung der direkten Demokratie ein. So konnten die Mitglieder und Sympathisanten bei Internetreferenden den politischen Willen der Partei direkt mitbestimmen. Die Partei entstand 2001 als Regionalpartei im Prager Stadtbezirk 1 und konnte dort 2002 auch ein erstes kommunales Mandat erlangen. Bei den Kommunalwahlen 2006 erreichte sie in diesem Stadtbezirk bereits 22 % der Stimmen und konnte auch in anderen Gemeinden Mandate gewinnen, hatte aber zunächst jenseits der kommunalen Ebene kein einziges Mandat. Bei der Europawahl in der Tschechischen Republik 2009 erreichte Věci veřejné 2,4 % der Stimmen.
Bei den Parlamentswahlen in der Tschechischen Republik 2010 erhielt die Partei 10,9 % der Stimmen und 24 Sitze im Abgeordnetenhaus.
Vorsitzender der Partei war von 2009 bis 2013 der tschechische Kulturschaffende, Publizist und Moderator Radek John, der von Juli 2010 bis April 2011 auch tschechischer Innenminister und Vize-Ministerpräsident war und danach kurzzeitig das Amt des Vizeministerpräsidenten für Korruptionsbekämpfung ausübte. Am 16. Februar 2013 wurde John im Parteivorsitz vom ehemaligen Verkehrsminister Vít Bárta abgelöst, der bis dato schon als "heimlicher" Vorsitzender galt. Bárta setzte sich auf dem Parteitag mit 80 von 98 Stimmen gegen vier Gegenkandidaten durch. John, der ankündigte sich aus der Politik zurückzuziehen, übernahm das Amt des Ehrenvorsitzenden.
Neben John stellte die Partei in der seit Juli 2010 amtierenden Regierung Nečas zunächst die Minister Vít Bárta (Verkehr), Kamil Jankovský (Regionalentwicklung) und Josef Dobeš (Erziehung, Jugend und Sport). Nach einer Regierungskrise mussten Bárta und John im April 2011 von ihren Ministerämtern zurücktreten, dafür übernahm Karolína Peake das Amt des Vizeregierungschefs für Korruptionsbekämpfung. Auslöser der Krise waren die Verquickungen der VV mit der Sicherheitsagentur ABL, deren Chef Bárta früher war. Zudem wurden in dieser Zeit Vorwürfe gegen Barta wegen der Bestechung von drei Abgeordneten der Partei erhoben. Die drei Abgeordneten, darunter die amtierende Fraktionsvorsitzende im Abgeordnetenhaus Kristýna Kočí, wurden aus der Fraktion ausgeschlossen. Die Verurteilung Bartas im April 2012 führten zu einer noch größeren Krise der Partei, die im Auseinanderbrechen der Parlamentsfraktion und dem Aufkündigen des Koalitionsvertrages mündeten. Während die VV selbst seitdem eine „konstruktive Opposition“ bildete, wurde die Regierungsmehrheit durch die ausgetretenen ehemaligen Mitglieder um die Vizeregierungschefin Karolína Peake gesichert. Peake gründete kurz darauf die Partei LIDEM – liberální demokraté, welcher die aus der VV ausgetretenen Minister und Abgeordneten beitraten.
Die Partei unterstützte nach dem Rücktritt von Petr Nečas im Juni 2013 die Bildung der Regierung des parteilosen, dem Staatspräsidenten Miloš Zeman nahestehenden Jiří Rusnok, die jedoch nicht das Vertrauen des Abgeordnetenhauses erhalten hat. Bei den von der VV unterstützten vorgezogenen Parlamentswahlen 2013 trat die VV selbst nicht an und unterstützte die Partei Úsvit přímé demokracie (Dämmerung der direkten Demokratie) des Unternehmers und Senators Tomio Okamura.